# Суперфекундация
Суперфекундация (лат. superfēcundātiō «сверхоплодотворение») — оплодотворение двух или более яйцеклеток одного овуляционного периода сперматозоидами.
Различают гомопатернальную и гетеропатернальную суперфекундации.
Гомопатернальная суперфекундация, когда происходит оплодотворение яйцеклеток одним отцом, что приводит к появлению разнояйцевых близнецов.
Гетеропатернальная суперфекундация, когда происходит оплодотворение яйцеклеток двумя отцами, что приводит к тому, что у каждого из близнецов свой отец.
Оплодотворение нескольких яйцеклеток разными сперматозоидами обычно происходит в течение нескольких часов или дней после первого акта оплодотворения в данном овуляционном периоде. Сперматозоиды могут существовать внутри тела самки в течение 4—5 дней. После овуляции яйцеклетка способна к оплодотворению в течение 12—48 часов.
Оплодотворение яйцеклеток сперматозоидами от разных самцов крайне редко встречается среди людей. В одном исследовании суперфекундация обнаруживается у 2,4 % разнояйцевых близнецов в выборке родителей решивших установить отцовство, но достаточно часто у кошек и особенно часто у собак. Считается, что бездомные собаки могут приносить в помете щенков, все отцы которых — разные.
В греческой мифологии близнец Геракла, Ификл, был сыном не Зевса (отца Геракла), а смертного мужчины Амфитриона. Леда, героиня другого древнегреческого мифа, забеременела четырьмя детьми от двух половых партнеров: двумя (Полидевк и Елена) — от Зевса и двумя (Кастор и Клитемнестра) — от Тиндарея.